# Ž
Ž, ž (Z с гачеком) — буква расширенной латиницы. Обозначает звук [ʒ]. Соответствует букве Ж в алфавитах, основанных на кириллице (русском, украинском, белорусском, сербском и др.).

## История
Первоначально буква была введена в чешский алфавит примерно в 1406 году Яном Гусом («Чешская орфография»). В 1830 году Людевит Гай («Краткая основа хорвато-славянского правописания») на базе латиницы для хорватского языка создал новый алфавит («гаевица»), в котором, в числе прочих букв, была и буква Ž. В дальнейшем хорватская гаевица вместе с буквой Ž была заимствована другими народами — Боснии и Герцеговины, Сербии, Словении, Черногории. Буква присутствует и в алфавите словацкого языка.
В «Грамматике литовского языка» 1901 года Йонас Яблонскис опубликовал обновлённый литовский алфавит, в который также была добавлена буква Ž.
В 1920-е годы переработке подверглась белорусская «латинка». В числе прочих изменений, вместо польского обозначения Ż для шипящей [Ж] была введена буква Ž.
В первой половине XX века буква появилась и в латышском алфавите.
С 1989 по 2007 года буква присутствовала в алфавите ливвиковского диалекта карельского языка. Новый единый алфавит, введённый с 2007 года, для всех диалектов карельского языка также содержит букву Ž.
В 2007 году был также утверждён новый алфавит вепсского языка, содержащий букву Ž.
В 1990-х для туркменского языка был введён новый алфавит на основе латиницы, включающий букву Ž.